# Véra de Reynaud
Wera Mirowsky dite Véra de Reynaud, née le 26 mai 1912 à Francfort-sur-le-Main et morte le 20 juillet 1995 à Colombes, est une actrice française d'origine allemande.

## Biographie
Véra de Reynaud a figuré au générique de nombreux feuilletons télévisés français emblématiques des années 1960 et du début des années 1970.
Elle a participé également à l'enregistrement de la partie allemande d'un album de chansons et de textes extraits du répertoire de Bertolt Brecht aux côtés de Serge Reggiani, du comédien danois Fred Fisher et de la chanteuse Catherine Sauvage ("Images de Bertholt Brecht", disque Archiv 43 907, Grand prix des Universités de France de l'Académie du disque français, 1966).
Elle a produit et réalisé un disque "Images de Henri Heine" (DG 43 906, paru vraisemblablement en 1966). Elle y dit des poèmes en compagnie de Serge Réggiani et Serge Ilmen. Des Lieders sont chantés par Fischer-Dieskau. Elle a participé au disque "Images de Rainer Maria Rilke" (43 904). 
Elle fut l'épouse de l'acteur Roger Maxime (1904-1970) de 1938 à 1949.

## Filmographie

### Télévision
- 1962 : L'inspecteur Leclerc enquête, série de Marcel Bluwal, Les Bons Enfants, treizième épisode de la première saison : la nurse
- 1966 : La Tour de Nesle, téléfilm de Jean-Marie Coldefy d'après le roman Alexandre Dumas : la première fille
- 1967 : Meurtre en sourdine, téléfilm de Gilbert Pineau : Cécilia Manson
- 1968 : Le Réquisitionnaire, téléfilm de Georges Lacombe d'après le roman d'Honoré de Balzac : Madame Lenoble
- 1969 : Un Homme à terre, téléfilm de Louis Grospierre : Madame Chardon
- 1972 : La Malle de Hambourg, série de Bernard Hecht, épisodes Le voyage à Verviers et La photo du repas de noce : Rosa Friedrich
- 1972 : Figaro-ci, Figaro-là, téléfilm d'Hervé Bromberger : Marie-Thérèse
- 1972: Les Rois maudits, mini-série de Claude Barma d'après le roman de Maurice Druon, épisode Le Roi de fer : une suivante d'Isabelle de France
- 1973 : Joseph Balsamo, mini-série d'André Hunebelle d'après le roman d'Alexandre Dumas : la maréchale de Mirepoix
- 1974 : Un curé de choc, série de Philippe Arnal.